# Quilombo Palhal
Quilombo Palhal é uma comunidade remanescente de quilombo, população tradicional brasileira, localizada no município brasileiro de Oriximiná, no Pará. A comunidade de Palhal faz parte da terra quilombola Alto Trombetas II, que reune as seguintes comunidades quilombolas, além da Palhal: Moura, Jamari, Curuçá, Juquirizinho, Juquiri Grande, Último Quilombo/Erepecu e Nova Esperança. No Censo de 2022, foram identificadas 1226 pessoas e 243 famílias.
O território foi certificado como remanescente de quilombo (reminiscências históricas de antigos quilombos) pela Fundação Cultural Palmares.

### Tombamento
O tombamento de quilombos é previsto pela Constituição Brasileira de 1988, bastando a certificação pela Fundação Cultural Palmares:
Art. 216. Constituem patrimônio cultural brasileiro os bens de natureza material e imaterial, tomados individualmente ou em conjunto, portadores de referência à identidade, à ação, à memória dos diferentes grupos formadores da sociedade brasileira [...]
§ 5º Ficam tombados todos os documentos e os sítios detentores de reminiscências históricas dos antigos quilombos.

### Comunidade Quilombola do Palhal e o Acordo de Desenvolvimento Sustentável com a Mineração Rio do Norte (MRN)
A comunidade quilombola do Palhal, localizada no município de Oriximiná, no estado do Pará, é uma das oito comunidades remanescentes de quilombos que participaram da assinatura de um acordo com a Mineração Rio do Norte (MRN). Firmado na sede da Fundação Cultural Palmares (FCP), em Brasília, no dia 25 de agosto de 2023, o termo de compromisso autoriza a empresa a abrir novas minas em áreas ocupadas por essas comunidades, mediante o licenciamento ambiental. Em troca, a MRN assumiu o compromisso de implementar programas sociais voltados à educação, saúde e geração de renda para beneficiar cerca de 400 famílias. O cumprimento do acordo será acompanhado por instituições como o Incra, ICMBio e a Fundação Cultural Palmares, que participaram das negociações.